# Liste der Kulturdenkmäler in Harxheim
In der Liste der Kulturdenkmäler in Harxheim sind alle Kulturdenkmäler der rheinland-pfälzischen Ortsgemeinde Harxheim aufgeführt. Grundlage ist die Denkmalliste des Landes Rheinland-Pfalz (Stand: 3. April 2024).

## Einzeldenkmäler
| Bezeichnung                       | Lage                                                          | Baujahr                           | Beschreibung | Bild                           |
| --------------------------------- | ------------------------------------------------------------- | --------------------------------- | --- | ------------------------------ |
| Torbogen                          | Bahnhofstraße, an Nr. 3 Lage                                  | 1764                              | barocker Torbogen, bezeichnet 1764 | Fotos hochladen                |
| Hofanlage                         | Enggasse 1 Lage                                               | nach 1800                         | Hofanlage, eingeschossiger Bruchsteinbau mit Fachwerkgiebeln, wohl bald nach 1800, Scheune wohl älter | Fotos hochladen                |
| Hofanlage                         | Gaustraße 11 Lage                                             | frühes 19. Jahrhundert            | Dreiseithof; Massivbau mit Fachwerkgiebeln, frühes 19. Jahrhundert, Zwerchhaus mit Schwebegiebel, Scheune und Backsteinhaus, alle um 1900; Vorgarteneinfriedung | Fotos hochladen                |
| Gasthaus „Zur Krone“              | Gaustraße 19 Lage                                             | 1871                              | ehemaliges Gasthaus „Zur Krone“; Dreiseithof; spätklassizistischer Walmdachbau, Backstein, Gewölbestall, Ökonomietrakt bezeichnet 1871; rückwärtig im Kern barockes Wirtschaftsgebäude, bezeichnet 1707; straßenbildprägend | Fotos hochladen                |
| Evangelische Pfarrkirche          | Gaustraße 23 Lage                                             | 1484                              | im Kern spätgotischer Chorturm, bezeichnet 1484; Saalbau sowie achtseitige Turmaufstockung, Rundbogenstil, 1873, Architekt Philipp Elbert, Mainz | Fotos hochladen                |
| Kriegerdenkmäler                  | Gaustraße, bei Nr. 23 Lage                                    |                                   | auf dem alten Kirchhof nördlich der Kirche - Kriegerdenkmal 1870/71, Sandstein-Obelisk, 1875 - Kriegerdenkmal 1914/18, Bronzefigur auf Granitsockel | weitere Bilder Fotos hochladen |
| Grabmäler                         | Gaustraße, bei Nr. 23 Lage                                    |                                   | auf dem Friedhof südlich der Kirche - Grabmal Johann Heinrich Böll († 1864?): Säule mit Draperie - Grabmal Katharina Happel († 1875): gebrochene Säule - Grabmal Johann Philipp Happel II († 1891): Neurenaissance-Ädikula - Grabmal Johann Georg Happel II († 1880): Säule mit Blütenkranz - Grabmal Philippine Frieß († 1874): Säule mit Draperie - Grabmal Eheleute Johann Philipp Ackermann IV: antikisch mit Dreiecksgiebel, um 1880 - Grabmal Johann Georg Happel III († 1899): Marmor-Engel - Grabmal Familie Stauf, Marmorfigur einer Trauernden vor Ädikula, um 1924 | weitere Bilder Fotos hochladen |
| Katholische Kirche St. Laurentius | Gaustraße 25 Lage                                             | 1870                              | Saalbau, bezeichnet 1870; Kruzifix, bezeichnet 1892 | Fotos hochladen                |
| Weingut der Stadt Mainz           | Obergasse 3 Lage                                              | 1725                              | stattlicher Dreiseithof; Walmdachbau, teilweise verschiefertes Fachwerk, Gewölbekeller bezeichnet 1725, Nebengebäude ähnlich gestaltet, Torbogen bezeichnet 1725 | weitere Bilder Fotos hochladen |
| Reliefs                           | Obergasse, an Nr. 6 Lage                                      | 1923                              | in der Torfahrt des Hauptgebäudes drei farbige Keramikreliefs in expressionistischer Umrahmung, 1923 | weitere Bilder Fotos hochladen |
| Gartenpavillon und Springbrunnen  | Obergasse, hinter Nr. 6 Lage                                  |                                   | Gartenpavillon, kubischer Putzbau mit Portikus, Schweifdach, figürliche Glasfenster; Springbrunnen mit Bronzegruppe | Fotos hochladen                |
| Forstbaumscher Hof                | Obergasse 9 Lage                                              | erste Hälfte des 18. Jahrhunderts | ehemaliger Forstbaumscher Hof; barockes Fachwerkhaus mit massiven Giebelwänden (verputzt), erste Hälfte des 18. Jahrhunderts; Torbogen bezeichnet 1724 | weitere Bilder Fotos hochladen |
| Sandsteinbögen                    | Untergasse, unter Nr. 14 Lage                                 | 1617                              | am Kellerhals der Weinkeller zwei Sandsteinbögen, bezeichnet 1617 und 1841 (Umbau) | weitere Bilder Fotos hochladen |
| Relief                            | Untergasse, an Nr. 17 Lage                                    | 1753                              | Rokoko-Marienkrönungsrelief, bezeichnet 1753 | Fotos hochladen                |
| Wirtschaftsgebäude                | Untergasse 18 Lage                                            | 1837                              | ehemaliges Wirtschaftsgebäude mit Sektkellerei und Tabaktrockenspeicher; spätklassizistischer Putzbau, 1837, wohl mit älteren Bauteilen | weitere Bilder Fotos hochladen |
| Hofanlage                         | Untergasse 20 Lage                                            | 18. Jahrhundert                   | Dreiseithof; im Kern barockes Fachwerkhaus, teilweise massiv (verputzt), um 1840 überformt; langgestreckter Wirtschaftstrakt, bezeichnet 1883, mit zweischiffigem Gewöbestall; Scheune wohl aus dem späteren 19. Jahrhundert | Fotos hochladen                |
| Fechenbacher Hof                  | Untergasse 21 Lage                                            | Mitte des 18. Jahrhunderts        | ehemaliger Fechenbacher Hof; stattlicher spätbarocker Walmdachbau, teilweise Fachwerk (verputzt), wohl aus der Mitte des 18. Jahrhunderts; Gartenummauerung, im Garten reiche Spolien, 18. Jahrhundert | Fotos hochladen                |
| Hofanlage                         | Untergasse 22 Lage                                            | erste Hälfte des 18. Jahrhunderts | barockes Fachwerkhaus, teilweise massiv, erste Hälfte des 18. Jahrhunderts; Stallgebäude, Backstein, Ende des 19. Jahrhunderts, Schweinestall um 1840 | Fotos hochladen                |
| Harxheimer Kapellchen             | nordöstlich des Ortes; Flur Auf dem Ostersteig Lage           | 1864                              | Feldkapelle, Putzbau mit seitlich schräg abschließender Stirnwand, 1864, bekrönendes Türmchen nach 1934 gotisierend erneuert; im Innern Tonrelief einer Kreuzwegstation von Pater Augustin Weckbecker, München; vorgelagert steile Treppenanlage | Fotos hochladen                |
| Wasserhäuschen                    | nordöstlich des Ortes an der L 425; Flur Beim Wasserhaus Lage | um 1910/20                        | Wasserbehälter mit aufwändigem Portal, Jugendstil-Türblatt, wohl um 1910/20 nach Plänen der Großherzoglichen Kulturinspektion Mainz; landschaftsbildprägend | Fotos hochladen                |